# Estadio Las Palmeras
El Estadio Las Palmeras es un estadio de fútbol ubicado en la ciudad de Bella Vista, Tucumán, Argentina. Este es propiedad del Sportivo Bella Vista y se encuentra en la avenida Juan XXIII de la mencionada localidad.

## Historia
El Club Sportivo Bella Vista fue fundado el 3 de noviembre de 1925 por operarios del Ingenio Bella Vista y apoyado por el propietario del mismo, Manuel García Fernández. Por esta razón el ingenio cedió terrenos al club para la construcción de su estadio propio. El recinto deportivo fue inaugurado en 1932.
En los alrededores del estadio se instalaron palmeras traídas desde Misiones por Manuel García Fernández, conociendo al estadio como Las Palmeras. Además se realizaron vestuarios, canchas de basquetbol, cantina y vivienda para el encargado; ampliándose luego a otras disciplinas como bochas, bolos, esgrima o ajedrez.
El estadio fue sede de partidos del equipo local contra clubes históricos, como Boca Juniors en 1935, Estudiantes de La Plata en 1938, Newells Old Boys en 1939, Lanús en 1940 y Racing en 1947.  En 1969 comenzaron los trámites para traspasar a propiedad del club los terrenos del estadio por parte del Ingenio Bella Vista, culminando con la escrituración en 1990.